# 立陶宛百科全書
立陶宛百科全書是一部以立陶宛語出版的百科全書。立陶宛學者喬納斯·雅切維丘斯在1883年完成了第一版的編撰，不過在立陶宛書刊禁令之下未能獲得沙皇當局的出版許可。1930年代獨立的立陶宛試圖出版第二版，但因第二次世界大戰而中斷，隨後兩本在美國，三本在立陶宛蘇維埃社會主義共和國出版，2001年至2015年間在獨立的立陶宛編撰出版了最新的版本。